# Dalněrečensk
Dalněrečensk (rusky Дальнере́ченск, dříve Iman) je město v Přímořském kraji v Ruské federaci. Při sčítání lidu v roce 2010 mělo přes sedmadvacet tisíc obyvatel.

## Poloha
Dalněrečensk leží u ústí Malinovky do Velké Ussurky, na levém břehu Velké Ussurky jen několik kilometrů jihovýchodně od jejího ústí do Ussuri, která zde tvoří hranici s Čínskou lidovou republikou, přesněji s její městskou prefekturou Šuang-ja-šan. Od Vladivostoku, správního střediska celého kraje, je Dalněrečensk vzdálen zhruba 400 kilometrů na sever.

## Dějiny
Sídlo zde vzniklo kolem roku 1894 při stavbě železnice. Původní jméno Iman bylo odvozeno od tehdejšího jména řeky a má svůj původ v čínštině (čínsky v českém přepisu I-man, pchin-jinem Yīmàn, znaky 伊曼).
V roce 1917 byl Iman povýšen na město.
V roce 1972 bylo město přejmenováno v rámci přejmenovávání geografických objektů na ruském Dálném východě v roce 1972, které potlačovalo jména čínského a tunguzského původu a nahrazovalo je ruskými, na Dalněrečensk.